# Dhahrania
Alloclita là một chi bướm đêm thuộc họ Cosmopterigidae.